# Лессона
Лессона (італ. Lessona, п'єм. Alson-a) — колишній муніципалітет в Італії, у регіоні П'ємонт, провінція Б'єлла. 1 січня 2016 року до Лессони приєднано муніципалітет Кроза.
Лессона розташована на відстані близько 540 км на північний захід від Рима, 70 км на північний схід від Турина, 12 км на схід від Б'єлли.
Населення — 2773 особи (2014).
Щорічний фестиваль відбувається 10 серпня. Покровитель — святий мученик Лаврентій.

## Демографія
Населення за роками:

Станом на 1 січня 2023 року в муніципалітеті офіційно проживало 115 іноземців з 30 країн, серед них 28 громадян країн Євросоюзу та 3 громадяни України.

## Сусідні муніципалітети
- Казапінта
- Кастеллетто-Черво
- Коссато
- Массерано
- Моттальчіата
- Строна